# Lootsgracht (schip, 1989)
De Lootsgracht is een vrachtschip van bevrachtingskantoor Spliethoff. De thuishaven van dit schip is Amsterdam. Op dit schip staan 2 kranen die elk 50 ton kunnen hijsen.